# Engenheiro Europeu

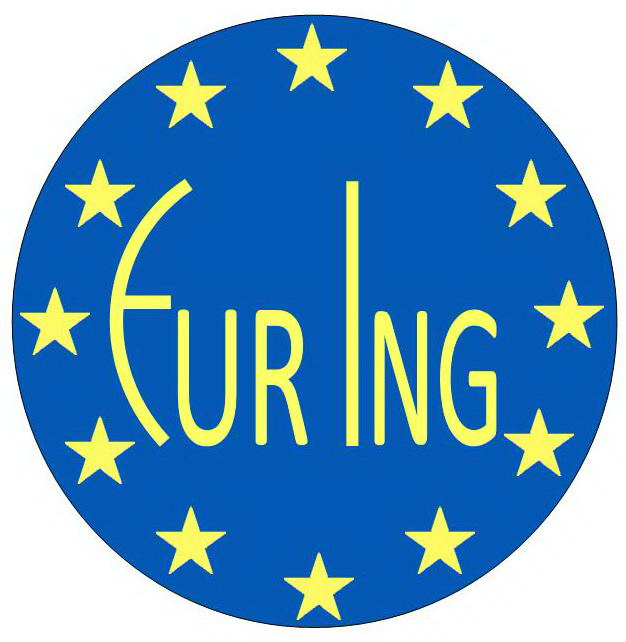
Eur Ing logo

Engenheiro Europeu (Eur Ing), é um título profissional atribuído pela Federação Europeia das Associações Nacionais de Engenheiros (FEANI), fundada em 1951, com sede em Bruxelas.
Regula a profissão de engenheiro nos países membros da União Europeia, visando a equiparação dos diversos diplomas e formações académicas atribuídas pelas universidades e outras instituições de ensino superior de engenharia a nível europeu, bem como tem ainda em conta a experiência profissional de cada membro.

## Condições para a atribuição do título
Para aceder ao título de Eur-Ing é necessário satisfazer cumulativamente os seguintes requisitos:
- Ter a idade mínima de 35 anos;
- Ter o domínio de duas línguas estrangeiras, sendo uma delas obrigatoriamente o Inglês;
- Ter, cumulativamente, formação superior e experiência profissional em engenharia totalizando um mínimo de 7 anos[3]:

Se se tiver um bacharelato ou licenciatura em engenharia de 3 anos, necessita de 4 anos de experiência profissional comprovada no ramo;
Se se tiver uma formação académica superior de 4 anos em engenharia, necessita de 3 anos de experiência profissional mínima comprovada;
Se se tiver uma formação superior de 5 anos (licenciatura ou mestrado), necessitar-se-á de uma experiência profissional mínima de 2 anos comprovada.

## Atribuição do título em Portugal
Em Portugal a atribuição do título de Eur-Ing é regulada por um Comité Nacional da FEANI, composto pela Ordem dos Engenheiros e pela Ordem dos Engenheiros Técnicos.